# NGC 4375
NGC 4375 is een balkspiraalstelsel in het sterrenbeeld Hoofdhaar. Het hemelobject werd op 11 april 1785 ontdekt door de Duits-Britse astronoom William Herschel.

## Synoniemen
- UGC 7496
- MCG 5-29-80
- ZWG 158.100
- IRAS 12224+2850
- PGC 40449